# (3889) Menshikov
(3889) Menshikov ist ein Asteroid des Hauptgürtels, der am 6. September 1972 von der ukrainischen Astronomin Ljudmyla Schurawlowa am Krim-Observatorium in Nautschnyj (IAU-Code 095) entdeckt wurde.
Der Asteroid wurde nach dem russischen Staatsmann und Generalissimus der russischen Armee Alexander Danilowitsch Menschikow (1673–1729) benannt.